# برایان استن
برایان استن (انگلیسی: Brian Stann؛ زادهٔ ۲۴ سپتامبر ۱۹۸۰) افسر، ورزشکار هنرهای رزمی ترکیبی و تحلیل‌گر ورزشی اهل ایالات متحده آمریکا است.
وی همچنین برندهٔ جوایزی همچون ستاره نقره‌ای شده‌است.